# امبهتا
امبهتا (به انگلیسی: Ambehta) یک منطقهٔ مسکونی در هند است که در اوتار پرادش واقع شده‌است.

## خصوصیات
امبهتا ۱۳٬۱۰۳ نفر جمعیت دارد.